# Östra Vram-krucifixets mästare

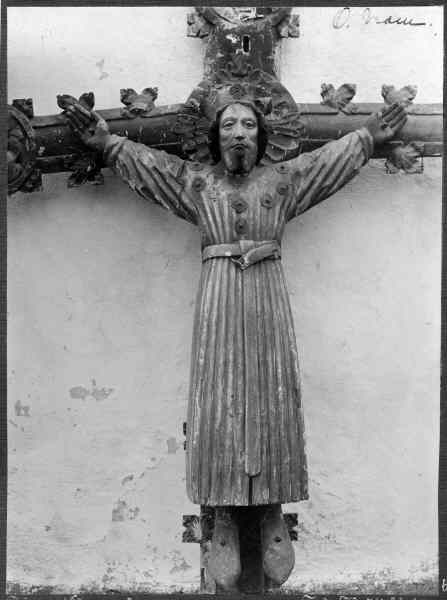
Triumfkrucifixet från Östra Vrams kyrka.

Östra Vram-krucifixets mästare är ett anonymnamn på den mästare som är upphovsman till ett triumfkrucifix i Östra Vrams kyrka.  
Korset är troligen utfört av en utländsk skulptör omkring 1450. Som förebild har han använt det berömda krucifixet i Luccas katedral i Italien. Kristus avbildas fullt påklädd som en furste och korset är försett med en gloria och korsändarna pryds med evangelisternas sinnebilder. Kristusfiguren, som är 130 cm hög och 90 cm bred, bär en krona och en vertikalt veckad fotsid dräkt som är förgylld och på bröstet är den prydd med fyrklöverformade eller runda blyplattor med ett inpressat mönster av rundlar och kronor. Bältet har röda innerkanter och är försett med inpressade mönster. På fötterna har han blå strumpor och förgyllda stövletter med röda sulor. Efterbildningar av korset från Luccas katedral förekommer i flera europeiska kyrkor och man antar att Östra Vram-krucifixets mästare har för snidningen av korset betraktat en väggmålning föreställande en korsfästelsescen i S:t Nikolaikyrkan i Rostock som under en period på 1300-talet tillhörde Danmark. Målningen i Rostock är i sin tur baserad på korset i Luccas katedral.